# كارني فلين
كارني فلين (بالإنجليزية: Carney Flynn)‏ هو لاعب كرة قاعدة أمريكي، ولد في 23 يناير 1875 في سينسيناتي في الولايات المتحدة، وتوفي بنفس المكان في 10 فبراير 1947.

## وصلات خارجية
- كارني فلين على موقعبيزبول رفرنس.كوم (الدوري الرئيسي) (الإنجليزية)
- كارني فلين على موقع جمعية أبحاث البيسبول الأمريكية (الإنجليزية)